# Humberto de Romans
Humberto de Romans (Romans-sur-Isère, c. 1194 — Valence, Drôme, 14 de Julho de 1277) foi um religioso francês. 

## História
Em 1215 encontra-e a estudar em Paris. A 30 Novembro de 1224 entrou na Ordem dos Pregadores, recentemente fundada. Leitor de teologia desde 1226, na cidade de Lyon e entre 1236-1239 prior do convento local. Prior Provincial de Roma e depois de França  (1240) e eleito Mestre Geral de sua Ordem, no capítulo geral realizado em Budapeste, tendo governando entre 1254 e 1263.
No seu mandato iniciou a reorganização litúrgica da Ordem, dando origem ao Ecclesiasticum Officium  o qual previa também adaptações à vida e disciplina interna. Em nome de Gregório X, elaborou um trabalho defendendo a reforma da Igreja, as cruzadas e o relacionamento com os árabes. Grandemente preocupado com o Cisma do Oriente e a reunificação da cristandade. 
Teve um papel fundamental na dinamização da recolha de testemunhos e história da sua Ordem, constituindo os seus próprios textos e os que recolheu, leitura e estudo obrigatórios na formação dos frades dominicanos nos séculos seguintes. 
Foi, enquanto estudante na Universidade de Paris, colega e amigo do português Frei Gil de Vouzela (ou de Santarém), que  provavelmente na mesma altura se fez dominicano. 
Renunciou ao seu cargo no capítulo de Londres, em 1263, retirando-se para o convento de Valence, onde faleceu.